# Horní Suchá
Horní Suchá là một làng thuộc huyện Karviná, vùng Moravskoslezský, Cộng hòa Séc.